# Empis hirsutipennis
Empis hirsutipennis är en tvåvingeart som beskrevs av Smith 1976. Empis hirsutipennis ingår i släktet Empis och familjen dansflugor. Inga underarter finns listade i Catalogue of Life.